# Zgrupowanie Pułku „Baszta”

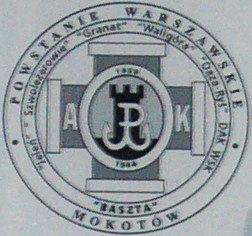
Odznaka Pułku „Baszta”

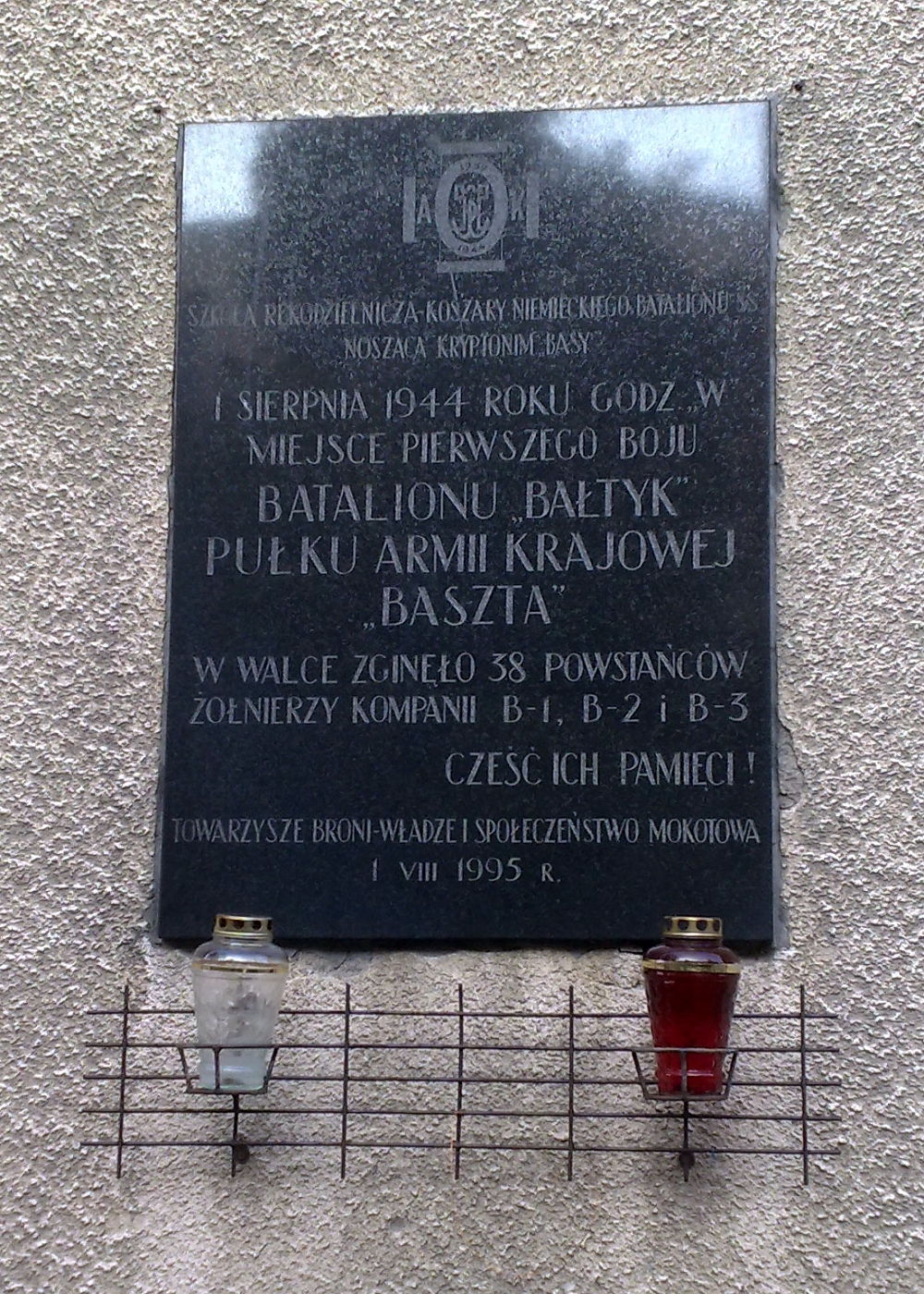
Tablica na budynku Szkoły Rękodzielniczej na Mokotowie przy ul. Narbutta 60, róg Kazimierzowskiej upamiętniająca miejsce pierwszego boju Batalionu „Bałtyk”

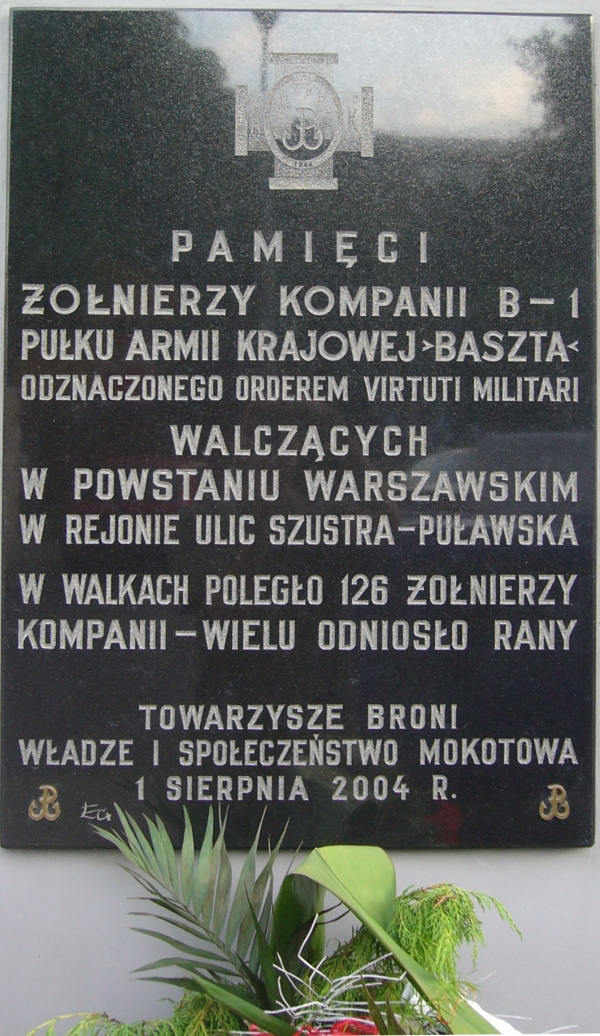
Tablica upamiętniająca walki żołnierzy batalionu Bałtyk Pułku Baszta przy ul. Dąbrowskiego (dawniej ul. Szustra)

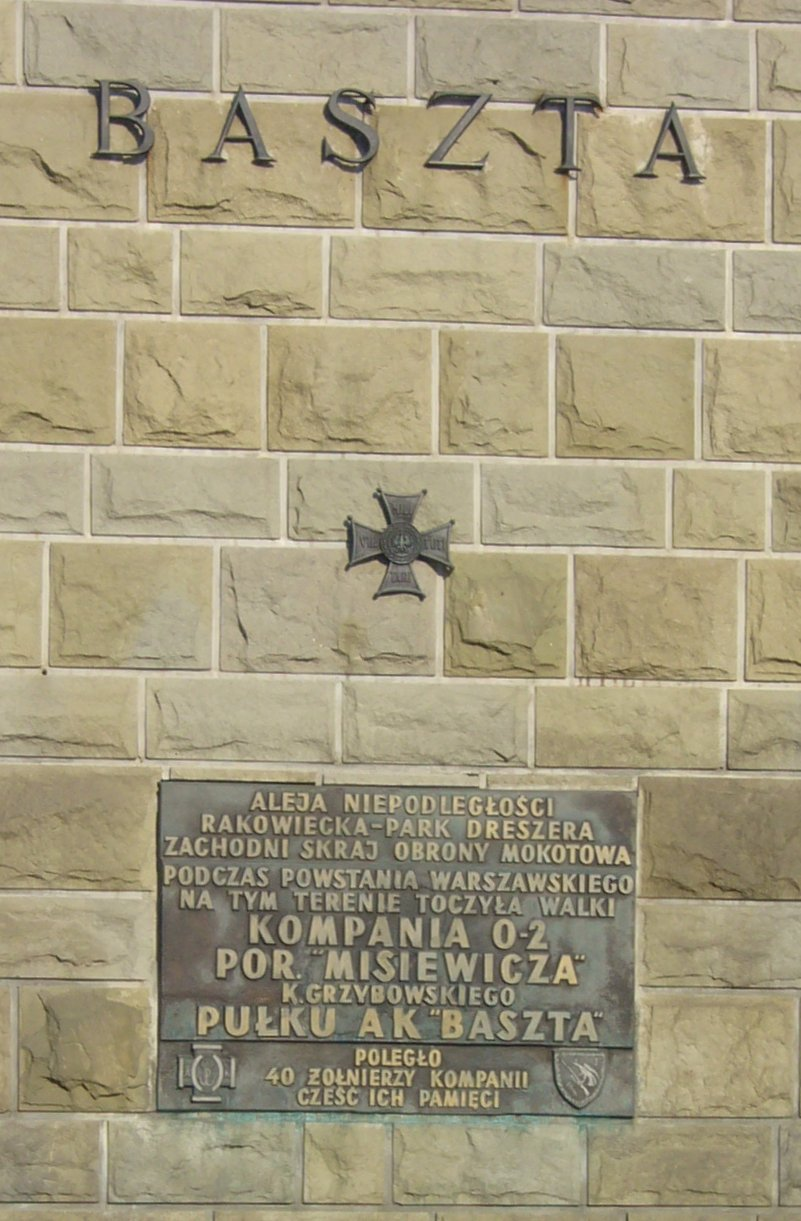
Tablica upamiętniająca walki żołnierzy batalionu Olza Pułku Baszta na rogu al. Niepodległości i ul. Racławickiej

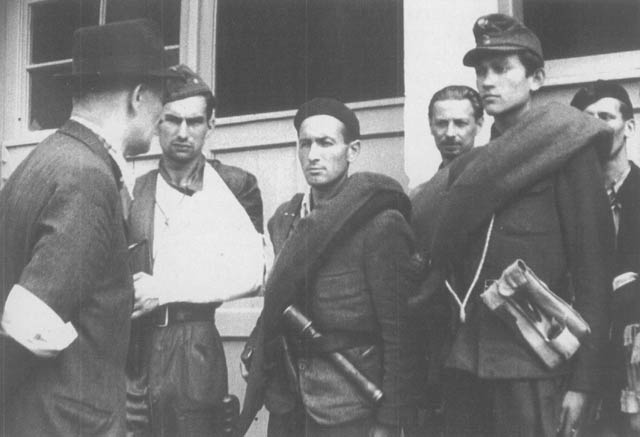
Dowódca pułku „Baszta” podpułkownik Stanisław Kamiński ps. „Daniel” dokonuje przeglądu kompanii „Krawiec” przed domem przy ulicy Puławskiej 134. Kompania właśnie przebiła się z Lasu Kabackiego przez Wilanów na Mokotów przynosząc broń. Od Lewej stoją: „Daniel”, podporucznik Henryk Maciejewski ps. „Lech” (z ręką na temblaku), Jerzy Rossudowski ps. „Stary” (w głębi), Kazimierz Pyrka ps. „Andrzej” (z granatem za pasem) i podchorąży Ksawery Frank ps. „Kejstun” (w czapce z daszkiem)

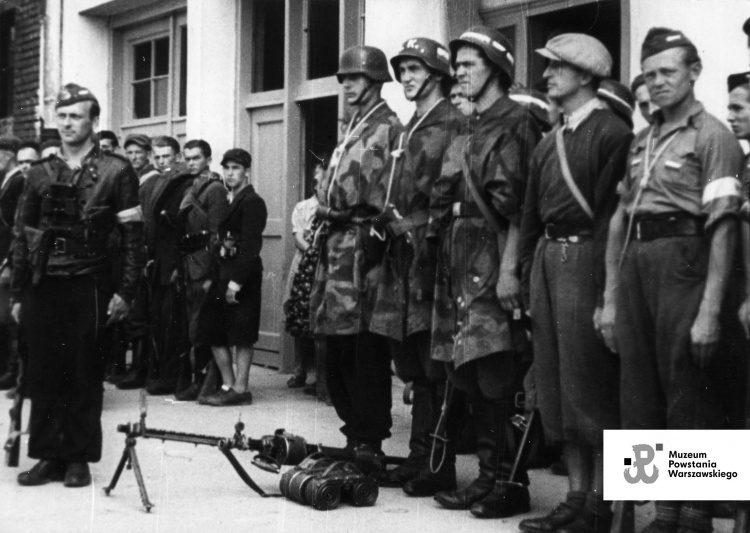
Kompania „Krawiec” przed domem przy ulicy Puławskiej 134, na Mokotowie, podczas przeglądu przez Stanisława Kamińskiego „Daniela”. Po lewej dowódca kompanii Stanisław Milczyński „Gryf”, w cyklistówce kapral podchorąży Tadeusz Kozłowski „Kozak”, a obok niego kapral Władysław Zygański „Żuk”

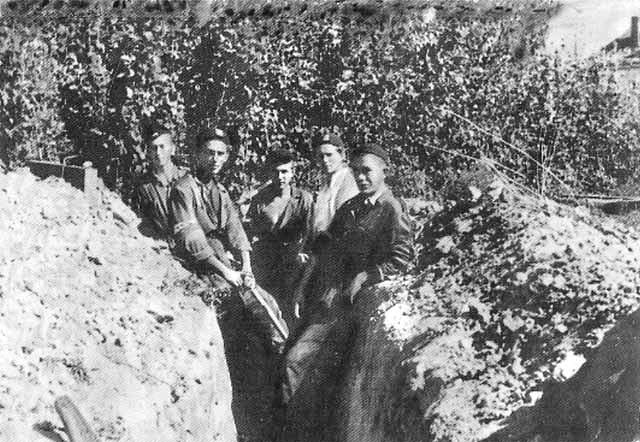
Żołnierze Kompanii O 3. Pierwszy z prawej kapral „Sęp”

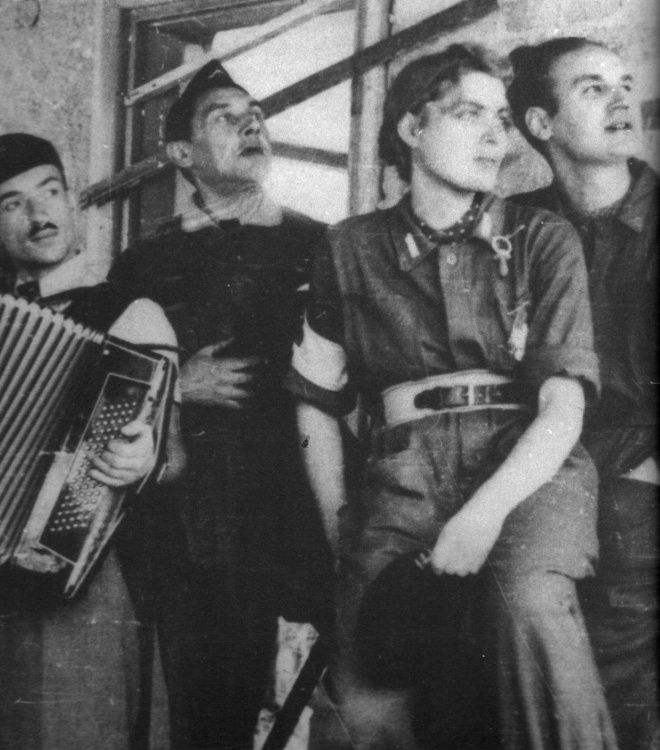
Od prawej: Jan Markowski „Krzysztof” i Janina Załęska „Małgorzata”

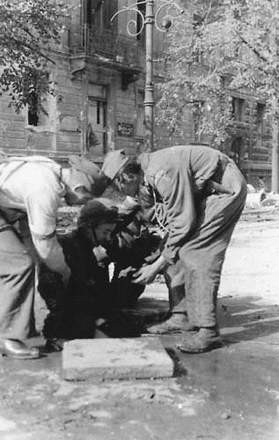
Powstaniec z pułku „Szwoleżerów” walczącego w Zgrupowaniu Pułku „Baszta” po kilkunasto-godzinnym przejściu kanałami z Mokotowa na Śródmieście, wychodzi na rogu Ulicy Wilczej i Alej Ujazdowskich.

Zgrupowanie Pułku „Baszta” (Batalionu „Baszta”) – jednostki wojskowe Armii Krajowej walczące w okresie okupacji niemieckiej w Polsce oraz biorące udział w walkach w okresie powstania warszawskiego. Odznaczone srebrnym krzyżem Orderu Virtuti Militari za walki w powstaniu warszawskim.
Nazwa „Baszta” powstała jako skrócenie wyrażenia batalion ochrony sztabu, który był zalążkiem pułku. Pułk Baszta stanowił główną siłę całego zgrupowania, jednak obok tej jednostki w jego skład wchodziły również inne oddziały formowane już w trakcie walk z przebywających na Mokotowie jednostek (np. pułk Waligóra, pułk Szwoleżerów, Grupa artyleryjska „Granat”, czy część dywizjonu Jeleń)

## Okres konspiracji
W listopadzie 1939 roku z inicjatywy ówczesnego kpt. dypl. Tadeusza Wojciechowskiego pseudonim „Ryszard”, oficera sztabu Komendy Głównej Organizacji Służba Zwycięstwu Polski, harcmistrz Ludwik Berger (ps. „Goliat”, „Michał”, „Hardy”) – z zawodu aktor, reżyser teatru „Reduta”, i jego przyjaciel por. rez. Zdzisław Dąbski, spośród harcerzy hufca żoliborskiego 14, 16, i 17 drużyny harcerskiej Szarych Szeregów na Żoliborzu, rekrutujących się przeważnie z części uczniów Gimnazjum i Liceum im. księcia Józefa Poniatowskiego oraz grupy podopiecznych „Dziadka” Kazimierza Lisieckiego z „Ogniska” przy ul. Długiej 13. Jeszcze w 1939 roku, „na Sylwestra, złożyli przysięgę na ręce Bergera wychowawcy i podopieczni „Dziadka” Kazimierza Lisieckiego z „Ogniska” przy ul. Długiej 13. Przewodził im ppor. rez. art. z 28 palu Jan Werda ps. „Fater”. Grupa liczyła 3 oficerów rezerwy: Jan Werda „Fater”, ppor. sł st. Zbigniew Kaczmarek „Józwa”, ppor. rez. piech. Bolesław Ługowoj „Sław” i 20 chłopców: najmłodszy, Jerzy Kuziński ps. „Jeż”, miał zaledwie 14 lat (ur. 14.02.1925), Edward Siudek „Czarny” (ur. 20.01.1925), Bogdan Fidziński „Tarzan” zginął 8.08.1944, Czesław Gołaszewski „Sławek” zginął 24.09.1944, Tadeusz Potocki „Tadek” zginął 1.08.1944, Władysław Sasin ps. „Kajtek” zginął 2.08.1944, Jan Siemionow „Jeż”, Tadeusz Waczkowski „Mały”, Zygmunt Gasiuk ps. „Słoń”. Tworzą oddział konspiracyjny, który stał się zalążkiem batalionu. Formalnie dowództwo objął Henryk Mitak – harcmistrz, przed wojną komendant hufca na Żoliborzu. Następnie wraz z innymi oddziałami AK batalion „Baszta”, przekształca się w pułk „Baszta”.
W pierwszej fazie do końca 1940 roku batalion zajmuje się wyszukiwaniem ukrytej od 1939 roku broni oraz zbieraniem i kompletowaniem innego sprzętu wojskowego.
8 grudnia 1939 oddział podporządkował się gen. bryg. Michałowi Karaszewiczowi-Tokarzewskiemu, komendantowi głównemu Służby Zwycięstwu Polski. Wiosną 1940 został zorganizowany w dwie szkieletowe jednostki – „Kotłownia” (później B1) pod dowództwem Ludwika Bergera i „Warsztaty” (później K1) pod dowództwem Zdzisława Dąbskiego. Całość zgrupowania pod dowództwem „Mrowca” otrzymała kryptonim „Fabryka”.
Jesienią 1940 „Fabryka” została przekazana do sztabu Komendy Głównej Związku Walki Zbrojnej pod dowództwem Kazimierza Bąbińskiego – ps. „Luboń”. Wiosną 1941 „Fabryka” została przekształcona w batalion ochrony sztabu baon „Baszta”, pod dowództwem kpt. Eugeniusza Ladenbergera – ps. „Kazimierz”.
Na początku 1942 roku, po przekształceniu się Związku Walki Zbrojnej w Armię Krajową, „Baszta” przeszła pod komendę V oddziału Komendy Głównej, dowodzonego przez ppłka Kazimierza Plutę-Czachowskiego.
Żołnierze batalionu „Baszty” brali udział w wielu akcjach bojowych, zdobywając broń od wroga. Na przełomie 1942 i 1943 zgrupowanie składało się z pięciu kompanii i liczyło ok. 1500 żołnierzy. Ze względu na niebezpieczeństwo dekonspiracji zmieniono też kryptonim na „Tatry”. Zgrupowanie wzmocnione zostało batalionami: „Bałtyk”, „Olza” i „Karpaty”. Dowodził nimi ppłk Stanisław Kamiński pseudonim. „Daniel”.
Latem 1943 KG AK rozbudowała „Basztę” do stanu pułku składającego się z trzech pełnych batalionów i oddziałów pomocniczych w sile ok. 2300 ludzi. Było to możliwe po podporządkowaniu się Armii Krajowej organizacji o nazwie Powstańcze Oddziały Specjalne „Jerzyki”. Na wypadek wybuchu powstania terenem operacyjnym pułku miał być górny Mokotów w granicach od ul. Narbutta na północy do terenu Wyścigów Konnych na południu. Jako rejon zakwaterowania KG przewidziano ul. Pilicką.
1 sierpnia 1944 roku pułk liczył 2200 żołnierzy i był jedynym oddziałem w południowej Warszawie, w tak zwanej „niemieckiej dzielnicy mieszkaniowej”, który nie uległ rozsypce i utrzymał zajęty teren.
Od 1 sierpnia 1944 roku aż do momentu kapitulacji 27 września 1944 roku – 44 oddziały Baszty walczyły w powstaniu warszawskim na Górnym Mokotowie i Dolnym Mokotowie (Sielce, Czerniaków, Sadyba.)
Spotkania żołnierzy AK z pułku „Baszta” odbywały się 1 sierpnia około godziny 17.00 w Warszawie na Mokotowie, w lokalu położonym przy ulicy Tureckiej, położonym za popiersiem gen. Sikorskiego. Msze za poległych były odprawiane w rocznicę kapitulacji 27 września wieczorem, po czym uczestnicy przechodzili do tablicy przy ulicy Dworkowej upamiętniającej egzekucję powstańców.

## Szlak bojowy
1 sierpnia o godz. 17.00 pułk przystąpił do realizacji wyznaczonych zadań bojowych:
- trzy kompanie bataliony „Bałtyk” zaatakowały „Basy” – gmach I Miejskiej Szkoły Rękodzielniczej Żeńskiej przy ul. Narbutta róg ul. Kazimierzowskiej, broniony przez oddział SS w sile ok. 300−400 żołnierzy[3]. Wskutek dużej przewagi przeciwnika atak zakończył się niepowodzeniem[3].
- kompania B 3 dowodzona przez por. Michała Juchnickiego – ps. „Wicher” z powodzeniem przeprowadziła atak na budynek „Róży” – szkoły powszechnej przy ul. Różanej. Po jej zdobyciu, kompania wsparła natarcie batalionu „Bałtyk”. Natarcie załamało się pod silnym ogniem niemieckich ciężkich karabinów maszynowych, działek przeciwlotniczych i czołgów[4].
- kompania O 3 w sile 120 żołnierzy dowodzona przez por. Ludwika Kotowskiego – ps. „Ludwik” uderzyła na „Polę” – budynek przy ulicy Willowej, broniony przez 50 żandarmów niemieckich oraz na domy Wedla przy ul. Puławskiej bronione przez oddział gestapo liczący ok. 120 ludzi. Atak załamał się pod ciężkim ogniem nieprzyjaciela;
- kompania O 1 pod dowództwem por. Zdzisława Hecolda – ps. „Zbójnik”, uderzyła na „Raka” – Fort Mokotowski przy ul. Racławickiej, który był obsadzony przez 450 Niemców. Pod ciężkim ogniem. kompania poniosła 80% strat w ludziach i zmuszona była do wycofania się. Ranni byli dobijani, a wzięci do niewoli rozstrzeliwani jako „bandyci”.
- kompania O 2 dowodzona przez por. Juliana Opanię – ps. „Zych”, ze względu na spóźnioną koncentrację, nie podjęła ataku na obiekt „Koła” – szkoły powszechnej przy ul. Woronicza, bronionej przez oddział SS w sile ok. 100 ludzi. Do wykonania zadania skierowano pierwszy pluton kompanii B 1, który po odniesieniu ciężkich strat musiał się wycofać.
- batalion „Karpaty” pod dowództwem mjr. Józefa Hofmana – ps. „Majster” przystąpił do akcji w celu opanowania południowej części górnego Mokotowa. Natarcie zostało podjęte przez kompanie: K 1 por. Mariana Ślifierza – ps. „Wirski”, K 2 Piotra Słowikowskiego – ps. „Pawłowicz” i K 3 por. Antoniego Woszczyka – ps. „Tosiek”. Natarcie zostało skierowane na tor Wyścigów Konnych na Służewcu, obsadzony przez oddział kawalerii SS, żołnierzy brygady RONA i stacjonujących tam lotników – razem ok. 800 dobrze uzbrojonych i wyszkolonych ludzi. Wobec przewagi nieprzyjaciela, dużych strat i braku łączności z dowództwem pułku, kompanie wycofały się do Lasów Kabackich. Jednak kilka dni później szeregi zgrupowania zostały wzmocnione przez żołnierzy wracających z Lasów Chojnowskich.

Ciężkie i krwawe walki trwały na Mokotowie do 26 września. Przewaga sił niemieckich, brak broni i amunicji spowodowało, że dowodzący zgrupowaniem mjr Kazimierz Szternal – ps. „Zryw” podjął decyzję o kapitulacji. Niemcy zobowiązali się traktować powstańców jako jeńców wojennych stosując przepisy Konwencji Genewskiej. Tego samego dnia Niemcy wymordowali ok. 120 powstańców wychodzących z kanałów przy ul. Dworkowej.
27 września Mokotów skapitulował.

## Żołnierze pułku (m.in.)
- Eugeniusz Ajewski ps. „Kotwa”
- Waldemar Baczak ps. „Arne”
- Zofia Beisertówna ps. „Kama”
- Lesław Bartelski ps. „Saski”
- Sławomir Biskupski ps. „Tomek”
- Katarzyna Borowińska ps. „Magda”
- Jacek Cydzik ps. „Ran”
- Andrzej Rudolf Czaykowski ps. „Garda”
- Krzysztof Dunin-Wąsowicz
- Jerzy Ficowski ps. „Wrak”
- Kazimierz Grzybowski ps. „Misiewicz”
- Antoni Tomasz Grzybowski ps. „Antoniewicz”
- Tadeusz Jankowski ps. „Wiesław” (por. „Lekarz”)
- Anna Aleksandra Jasielska
- Michał Juchnicki ps. „Wicher”
- Rajmund Kaczyński ps. „Irka” (ojciec braci Kaczyńskich).
- Stanisław Kamiński ps. „Daniel”
- Jerzy Kłoczowski
- Andrzej Korsak ps. „Żuraw” i „Aczek”
- Józef Kowalczyk ps. „Żbik”
- Leon Koźmiński[5]
- Juliusz Krzyżewski ps. „Julek”
- Jan Józef Lipski ps. „Grabie”
- Ryszard Łazarski ps. „Ryś”
- Wojciech Militz ps. „Bystry”
- Jerzy Młokosiewicz ps. „Wolski”
- Julian Opania ps. „Zych”
- Stanisław Grzybowski ps. „Nałęcz”
- Krzysztof Pełczyński ps. „Kasztan”
- Zdzisław Franciszek Piłatowicz ps. „Żagiel”
- Marian Podkowiński ps. „Czarny”
- Stanisław Henryk Rymaszewski ps. "Maks"
- Jerzy Skrzymowski ps. „Kostek”
- Jerzy Stefan Stawiński ps. „Łącki” i „Lucjan”
- Jerzy Strzałkowski
- Andrzej Stypułkowski
- Teresa Suchecka-Nowak ps. "Grenadier"
- Bronisław Wojciechowski ps. „Bronek”
- Ewa Orzechowska ps. „Ewa 319”

## Upamiętnienie
- W maju 1970 nazwę Pułku Baszta nadano ulicy na Mokotowie[6]. Było to sprecyzowanie, gdyż już poprzednio, od ok. 1960 roku, nazywała się ona ulicą Baszty.